# УЕФА Лига шампиона
УЕФА Лига шампиона (енгл. UEFA Champions League), најјаче и најпрестижније европско, клупско фудбалско такмичење које организује УЕФА и у њему учествују све њене чланице. До сезоне 1991/92. такмичење се називало Куп европских шампиона (енгл. Cup of European Champions), Европски куп шампиона (енгл. European Champions Cup; познат још као Куп шампиона, енгл. Champions Cup) или Европски куп (енгл. European Cup), а од сезоне 1992/93. део се игра у групама и мења назив у УЕФА Лига шампиона.
Поред овог такмичења, под вођством УЕФА-е игра се још и Лига Европе (до 2009. Куп УЕФА), док је Куп победника купова УЕФА укинула након сезоне 1998/99. а Интертото куп 2008. Од 2021, УЕФА је поново увела трећестепено клупско такмичење које се зове Лига конференције.
Тренутни шампион УЕФА Лиге шампиона је Пари Сен Жермен који је у финалу 31. маја 2025. на стадиону Алијанц арена у Минхену победио екипу Интера и тако освојио своју 1. титулу шампиона Европе.

## Историја
Европски куп шампиона (или скраћено Европски куп) настао је од идеје спортског уредника француског Л' Екипа Габријела Аноа који је предложио стварање такмичења које би одлучило који је најбољи клуб у Европи. Идеја је настала као одговор на тврдње неких британских новинара да је Вулверхемптон најбољи клуб на свету јер је победио Хонвед из Мађарске резултатом 3:2 на свом терену 1954. године.
"Биће боље да сачекамо да Вулверхемптон отпутује у Москву или Будимпешту да потврде своју непобедивост, а ако су Енглези баш тако уверени у квалитет свог фудбала, онда је време за турнир", рекао је Ано.
Децембра 1954, Жак Ризвик, Анов колега изложио је први план пројекта у коме је стајало да ће учествовати 14–16 екипа, да ће се утакмице играти средином недеље у вечерњим сатима, што је било врло неуобичајено за то време, како би радничка класа могла да стигне да гледа утакмице, а да право преноса имају телевизије које прате клуб из своје земље као и најважније спортске новине.
Прва званична утакмица Купа шампиона одиграна је 4. септембра 1955. године, а састали су се лисабонски Спортинг и београдски Партизан.
У првој сезони такмичења учествовало је 16 екипа, што првака својих земаља, што клубова који су били у то време веома поштовани од стране УЕФЕ. Касније је број учесника био ограничен само на победничке клубове домаћих лига. Овакав квалификациони систем био је актуелан све до 1997. Од сезоне 1997/98, правила су промењена како би турнир добио већу напетост (и додатни новац спонзора). Клубови из најјачих европских лига који нису били прваци државе могли су се квалификовати као другопласирани, а касније и као трећепласирани и четвртопласирани у својој лиги.

### Квалификације
Лига шампиона доступна је свим државним првацима из држава чланица УЕФА (осим Лихтенштајну, који нема властиту лигу), те другопласираним, трећепласираним и четвртопласираним из јачих лига.
Број клубова у Лиги шампиона који има један савез зависи о њеном рејтингу на УЕФА-иној листи коефицијената:
- савези рангирани 1-4 место имају 4 представника
- савези рангирани 5-6 место имају 3 представника
- савези рангирани 7-15 места имају 2 представника
- савези које су рангиране испод 16. места имају једног представника

Позиција савеза такође одређује у коју фазу квалификације иду њени представници. На пример, три најбоље рангирана савеза имају три клуба у фази по групама и један клуб у квалификацијама где рецимо најниже рангирани савези имају само једног представника, и то у 1. колу. Дванаест најбоље пласираних савеза имају бар једног представника који директно иде у фазу по групама.
Од сезоне 2009/10. УЕФА је припремила нови систем квалификација по којем 22 екипе имају директно учешће у квалификацијама по групама уместо досадашњих 16, док се преосталих 10 места траже кроз два различита квалификациона правца. Један је резервисан за непрваке савеза рангираних од 1. до 15. места, тј. екипе које су у националном првенству заузеле места одмах испод директних учесника по групама. Други је резервисан за прваке савеза рангираних од 13. места наниже. Обе квалификациона правца играју се независно један од другог и сваки као коначне победнике издвоје по 5 клубова који су бити посљедњи учесници квалификација по групама. Сврха ове идеје је да се првацима слабијих лига омогући лакши приступ до Лиге шампионе кроз њихове међусобне утакмице, него против клубова из јачих европских лига који то нису учинили кроз домаће првенство.
Додатно место у фази по групама резервисано је за прошлогодишње прваке, у случају да се они не квалификују у Лигу шампиона. Ни један савез није лимитиран на слање највише четири клуба по сезони. То значи да прошлогодишњи првак, уколико се не пласира као један од четири (или мање, зависи од лиге) клуба, заузима место четвртопласираног клуба, а њега смешта на 5. место, које га води у Куп УЕФА.
Од сезоне 2015/16, победник Лиге Европе добија место у плеј офу за Лигу шампиона, а ако место резервисано за прошлогодишњег првака Лиге шампиона није искоришћено, освајач Лиге Европе улази директно у групну фазу такмичења.
Такође, гледајући спортске критеријуме, сваки клуб мора бити лиценциран од стране савеза из којег долази како би учествовао у Лиги шампиона. Да би добио лиценцу, клуб мора задовољити одређене инфраструктурне и финансијске услове.
Контроверза се догодила када се Ливерпул, који је освојио Лигу шампиона 2004/05, није успео квалификовати међу четири најбоља клуба у Премијер лиги. ФС Енглеске је одлучио да ће ФК Евертон (који је био четврти) узети последње место. УЕФА је донела одлуку да оба клуба могу наступити у Лиги шампиона. Ливерпул је почео од првог кола квалификација, а Евертон од трећег. Ливерпул је те сезоне постао први клуб, уз словачку Артмедију, који се из првог кола квалификација квалификовао у такмичење по групама. Иста ствар је пошла за руком и БАТЕ Борисову и Анортозису у сезони 2008/09. Ливерпул је у сезони 2004/05. постао и прва клуб који је из првог кола кв. дошао до нокаут фазе Лиге шампиона.
Манчестер јунајтед, Барселона, Реал Мадрид и Порто су клубови који је највише пута учествовали у такмичењу по групама, 20 пута.

## Систем такмичења
Такмичење почиње са четири кола квалификација. Зависно од коефицијента лиге из које долазе и позиције коју су остварили претходне сезоне клубови се укључују у Лигу шампиона у неком од ова четири кола квалификација. Клубови са већим коефицијентима су носиоци и они се не могу сусрести међусобно у оквиру једног кола квалификација. У сваком колу играју се по две утакмице једна кући и једна у гостима.
Од сезоне 2009/10. почевши од трећег кола квалификација клубови су подељени на два дела, један за националне прваке и један за клубове који су квалификације обезбедили завршивши у националном првенству од 2-4. места, а то је урађено да би се националним првацима олакшао пут до такмичења по групама. Исти систем за прваке и остале клубове функционише и у последњем колу квалификација, плеј офу, одакле се победници придружују клубовима који су се кроз пласман у домаћој лиги пласирали директно у групе Лиге шампиона и прошлогодишњем победнику. Клубови који су поражени у трећем колу квалификација и плеј офу Лиге шампиона своје такмичење настављају у Лиги Европе.
Након завршених квалификација 32 клуба бивају подељена у осам група од по четири екипе. Игра се мини-лига у којој сваки клуб са сваким од три противника игра кући и на страни. На крају два првопласирана се пласирају у осмину финала Лиге шампиона, док трећепласирани наставља такмичење у Лиги Европе.
Шеснаест клубова игра даље у завршници, почевши од осмине финала, победници улазе у четвртфинале, полуфинале и на крају се два најбоља срећу у финалу.
На све утакмице које клубови играју у квалификацијама и завршници, осим финала, односи се правило гола у гостима, а ако се на тај начин не може одредити победник играју се продужеци (два по 15 минута) те се на крају изводе пенали. УЕФА је 24. јуна 2021. одобрила предлог за укидање правила гостујућих голова у свим УЕФА-иним клупским такмичењима од сезоне 2021–22. Финале се игра на предодређеном стадиону (не нужно неутралном) и игра се само једна утакмица.
Извлачење парова и група је направљено тако да се клубови из исте земље не могу срести пре четвртфинала.
Систем такмичења који се тренутно користи је усвојен 2009. године.

## Химна
Химна Лиге шампиона је свечана песма по имену "Champions League", композитора Тонија Бритена. Изводи је Краљевска филхармонија, а пева хор Академије Св. Мартина, на три УЕФА-ина службена језика: енглеском, немачком и француском језику. Химна се изводи пре почетка сваке утакмице од плеј-оф фазе па до финала Лиге шампиона. Химна траје око три минута, а занимљиво је да никада није била пуштена у комерцијалну употребу.

## Финансије
Лига шампиона је високо профитабилно такмичење, поготово за клубове који се пласирају у групну фазу. УЕФА свим клубовима учесницима дели део новца оствареног продајом ТВ права и то на следећи начин (суме су у еврима; закључно са сезоном 2019/20):
- Прелиминарна квалификациона рунда: 230.000€
- Прво коло квалификација: 280.000€
- Друго коло квалификација: 380.000€
- Треће коло квалификација: 480.000€
- Плеј-оф: 
  - Победници: добија онолико колико је загарантовано за учешће у групној фази ЛШ
  - Поражени: 5.000.000€
- Групна фаза: 15.250.000€
- Победа у групној фази: 2.700.000€
- Нерешено у групној фази: 900.000€
- Осмина финала: 9.500.000€
- Четвртфинале: 10.500.000€
- Полуфинале: 12.000.000€
- Финале
  - Поражени: 15.000.000€
  - Победник: 19.000.000€

Поред овога, клубови кроз продају карата, дресова и спонзорства осигуравају знатна средства управо захваљујући игрању у Лиги шампиона.

## Спонзори
Када је нови систем Лиге шампионе основан 1992. године, одлучено је да максимум осам компанија може бити спонзор турнира. Спонзорске табле могу се видети око терена.
Спонзори УЕФА Лиге шампионе за циклус 2021—2024. су следећи:
- Expedia Group[3]
  - Expedia
- FedEx[4]
- Heineken N.V.[5]
  - Heineken (осим у Босни и Херцеговини, Норвешкој, Француској и Турској)
    - Heineken Silver
- Just Eat Takeaway[6]
  - 10bis (само у Израелу)
  - Bistro (само у Словачкој)
  - Just Eat
  - Lieferando (само у Аустрији и Немачкој)
  - Pyszne (само у Пољској)
  - Takeaway (само у Белгији, Бугарској, Луксембуругу и Румунији)
  - Thuisbezorgd (само у Холандији)
- Mastercard[7]
- PepsiCo[8]
  - Pepsi
  - Pepsi Max
  - Lay's
  - Walkers (само у Ирској и у УК)
  - Ruffles (само у Турској)
  - Chipsy (само у Албанији, Босни и Херцеговини, Северној Македонији, Србији, Хрватској и Црној Гори)
  - Gatorade
- Sony[9]
  - PlayStation 5
- Socios.com[10]

Adidas је секундарни спонзор и задужен је за производњу званичне лопте која се користи у такмичењу — Adidas Finale. Macron снабдева опрему коју носе судије. Hublot је такође секундарни спонзор.

## Трофеј
Сваке године се победнику Лиге шампиона додељује трофеј Купа европских шампиона, који се у том облику додељује од 1967. године. До сезоне 2008/09, важило је да клуб који освоји Лигу шампиона добија тај трофеј који се мора вратити УЕФА-и два месеца пре следећег финала. Сваки победник је добијао мању копију трофеја у стално власништво. Клубови који су освојили три титуле првака Европе заредом или пет укупно добијали су трофеј у трајно власништво, а УЕФА би за следећу сезону правила нови. То је успело да оствори пет клубова у историји:
- ФК Реал Мадрид, освајањем првих пет такмичења од 1956. до 1960;
- ФК Ајакс Амстердам, освојивши три титуле заредом од 1971. до 1973;
- ФК Бајерн Минхен, освојивши три титуле заредом од 1974. до 1976;
- ФК Милан, освајањем пете титуле 1994;
- ФК Ливерпул, освајањем пете титуле 2005.

Од поменуте сезоне па надаље, званичан трофеј остаје све време код УЕФА-е и клубови добијају реплику истог.

## Победници
| прод. | Продужеци |
| пен.  | пенали    |

| Сезона        | Победник           | Резултат                 | Финалиста              | Стадион                                  |
| Куп шампиона  | Куп шампиона       | Куп шампиона             | Куп шампиона           | Куп шампиона                             |
| ------------- | ------------------ | ------------------------ | ---------------------- | ---------------------------------------- |
| 1955/56.      | Реал Мадрид        | 4:3                      | Ремс                   | Парк принчева, Париз                     |
| 1956/57.      | Реал Мадрид        | 2:0                      | Фјорентина             | Стадион Сантијаго Бернабеу, Мадрид       |
| 1957/58.      | Реал Мадрид        | 3:2 прод.                | Милан                  | Хејсел стадион, Брисел                   |
| 1958/59.      | Реал Мадрид        | 2:0                      | Ремс                   | Стадион Некар, Штутгарт                  |
| 1959/60.      | Реал Мадрид        | 7:3                      | Ајнтрахт Франкфурт     | Хемпден парк, Глазгов                    |
| 1960/61.      | Бенфика            | 3:2                      | Барселона              | Ванкдорф стадион, Берн                   |
| 1961/62.      | Бенфика            | 5:3                      | Реал Мадрид            | Олимпијски стадион, Амстердам            |
| 1962/63.      | Милан              | 2:1                      | Бенфика                | Вембли стадион, Лондон                   |
| 1963/64.      | Интер Милано       | 3:1                      | Реал Мадрид            | Пратер стадион, Беч                      |
| 1964/65.      | Интер Милано       | 1:0                      | Бенфика                | Сан Сиро, Милано                         |
| 1965/66.      | Реал Мадрид        | 2:1                      | Партизан               | Хејсел стадион, Брисел                   |
| 1966/67.      | Селтик             | 2:1                      | Интер Милано           | Национални стадион, Оеирас               |
| 1967/68.      | Манчестер јунајтед | 4:1 прод.                | Бенфика                | Вембли стадион, Лондон                   |
| 1968/69.      | Милан              | 4:1                      | Ајакс                  | Стадион Сантијаго Бернабеу, Мадрид       |
| 1969/70.      | Фајенорд           | 2:1 прод.                | Селтик                 | Сан Сиро, Милано                         |
| 1970/71.      | Ајакс              | 2:0                      | Панатинаикос           | Вембли стадион, Лондон                   |
| 1971/72.      | Ајакс              | 2:0                      | Интер Милано           | Де Куип, Ротердам                        |
| 1972/73.      | Ајакс              | 1:0                      | Јувентус               | Стадион Црвена звезда, Београд           |
| 1973/74.      | Бајерн Минхен      | 1:1 прод., 4:0 (реприза) | Атлетико Мадрид        | Хејсел стадион, Брисел                   |
| 1974/75.      | Бајерн Минхен      | 2:0                      | Лидс јунајтед          | Парк принчева, Париз                     |
| 1975/76.      | Бајерн Минхен      | 1:0                      | Сент Етјен             | Хемпден парк, Глазгов                    |
| 1976/77.      | Ливерпул           | 3:1                      | Борусија Менхенгладбах | Олимпијски стадион, Рим                  |
| 1977/78.      | Ливерпул           | 1:0                      | Клуб Бриж              | Вембли стадион, Лондон                   |
| 1978/79.      | Нотингем форест    | 1:0                      | Малме                  | Олимпијски стадион, Минхен               |
| 1979/80.      | Нотингем форест    | 1:0                      | Хамбургер              | Стадион Сантијаго Бернабеу, Мадрид       |
| 1980/81.      | Ливерпул           | 1:0                      | Реал Мадрид            | Парк принчева, Париз                     |
| 1981/82.      | Астон Вила         | 1:0                      | Бајерн Минхен          | Де Куип, Ротердам                        |
| 1982/83.      | Хамбургер          | 1:0                      | Јувентус               | Олимпијски стадион Спиридон Луис, Атина  |
| 1983/84.      | Ливерпул           | 1:1 прод., 4:2 пен.      | Рома                   | Олимпијски стадион, Рим                  |
| 1984/85.      | Јувентус           | 1:0                      | Ливерпул               | Хејсел стадион, Брисел                   |
| 1985/86.      | Стеауа Букурешт    | 0:0 прод., 2:0 пен.      | Барселона              | Санчез Писхуан, Севиља                   |
| 1986/87.      | Порто              | 2:1                      | Бајерн Минхен          | Пратер стадион, Беч                      |
| 1987/88.      | ПСВ Ајндховен      | 0:0 прод., 6:5 пен.      | Бенфика                | Стадион Некар, Штутгарт                  |
| 1988/89.      | Милан              | 4:0                      | Стеауа Букурешт        | Камп Ноу, Барселона                      |
| 1989/90.      | Милан              | 1:0                      | Бенфика                | Пратер стадион, Беч                      |
| 1990/91.      | Црвена звезда      | 0:0 прод., 5:3 пен.      | Олимпик Марсељ         | Стадион Свети Никола, Бари               |
| 1991/92.      | Барселона          | 1:0 прод.                | Сампдорија             | Вембли стадион, Лондон                   |
| Лига шампиона |                    |                          |                        |                                          |
| 1992/93.      | Олимпик Марсељ     | 1:0                      | Милан                  | Олимпијски стадион, Минхен               |
| 1993/94.      | Милан              | 4:0                      | Барселона              | Олимпијски стадион Спиридон Луис, Атина  |
| 1994/95.      | Ајакс              | 1:0                      | Милан                  | Ернст Хапел стадион, Беч                 |
| 1995/96.      | Јувентус           | 1:1 прод., 4:2 пен.      | Ајакс                  | Олимпијски стадион, Рим                  |
| 1996/97.      | Борусија Дортмунд  | 3:1                      | Јувентус               | Олимпијски стадион, Минхен               |
| 1997/98.      | Реал Мадрид        | 1:0                      | Јувентус               | Амстердам арена, Амстердам               |
| 1998/99.      | Манчестер јунајтед | 2:1                      | Бајерн Минхен          | Камп Ноу, Барселона                      |
| 1999/00.      | Реал Мадрид        | 3:0                      | Валенсија              | Стад де Франс, Париз                     |
| 2000/01.      | Бајерн Минхен      | 1:1 прод., 5:4 пен.      | Валенсија              | Сан Сиро, Милано                         |
| 2001/02.      | Реал Мадрид        | 2:1                      | Бајер Леверкузен       | Хемпден парк, Глазгов                    |
| 2002/03.      | Милан              | 0:0 прод., 3:2 пен.      | Јувентус               | Олд Трафорд, Манчестер                   |
| 2003/04.      | Порто              | 3:0                      | Монако                 | Арена АуфШалке, Гелзенкирхен             |
| 2004/05.      | Ливерпул           | 3:3 прод., 3:2 пен.      | Милан                  | Олимпијски стадион Ататурк, Истанбул     |
| 2005/06.      | Барселона          | 2:1                      | Арсенал                | Стад де Франс, Париз                     |
| 2006/07.      | Милан              | 2:1                      | Ливерпул               | Олимпијски стадион Спиридон Луис , Атина |
| 2007/08.      | Манчестер јунајтед | 1:1 прод., 6:5 пен.      | Челси                  | Стадион Лужњики, Москва                  |
| 2008/09.      | Барселона          | 2:0                      | Манчестер јунајтед     | Олимпијски стадион, Рим                  |
| 2009/10.      | Интер Милано       | 2:0                      | Бајерн Минхен          | Стадион Сантијаго Бернабеу, Мадрид       |
| 2010/11.      | Барселона          | 3:1                      | Манчестер јунајтед     | Стадион Вембли, Лондон                   |
| 2011/12.      | Челси              | 1:1 прод., 4:3 пен.      | Бајерн Минхен          | Алијанц арена, Минхен                    |
| 2012/13.      | Бајерн Минхен      | 2:1                      | Борусија Дортмунд      | Стадион Вембли, Лондон                   |
| 2013/14.      | Реал Мадрид        | 4:1 прод.                | Атлетико Мадрид        | Стадион светлости, Лисабон               |
| 2014/15.      | Барселона          | 3:1                      | Јувентус               | Олимпијски стадион, Берлин               |
| 2015/16.      | Реал Мадрид        | 1:1 прод., 5:3 пен.      | Атлетико Мадрид        | Сан Сиро, Милано                         |
| 2016/17.      | Реал Мадрид        | 4:1                      | Јувентус               | Миленијум, Кардиф                        |
| 2017/18.      | Реал Мадрид        | 3:1                      | Ливерпул               | Олимпијски стадион, Кијев                |
| 2018/19.      | Ливерпул           | 2:0                      | Тотенхем               | Ванда Метрополитано, Мадрид              |
| 2019/20.      | Бајерн Минхен      | 1:0                      | Пари Сен Жермен        | Стадион Луж, Лисабон                     |
| 2020/21.      | Челси              | 1:0                      | Манчестер сити         | Стадион Драгао, Порто                    |
| 2021/22.      | Реал Мадрид        | 1 : 0                    | Ливерпул               | Стад де Франс, Сен Дени, Париз,          |
| 2022/23.      | Манчестер сити     | 1 : 0                    | Интер Милано           | Олимпијски стадион Ататурк, Истанбул,    |
| 2023/24.      | Реал Мадрид        | 2 : 0                    | Борусија Дортмунд      | Стадион Вембли, Лондон                   |
| 2024/25.      | Пари Сен Жермен    | 5 : 0                    | Интер Милано           | Алијанц арена, Минхен                    |

## Рекорди и статистике

### Успеси по клубовима
Финале Лиге шампиона је највећа и најважнија утакмица у оквиру европског клупског фудбала. Стадион на којем се финале игра бира се две сезоне пре утакмице од стране УЕФА-е.
Прво финале је одиграно 13. јуна 1956. на стадиону Парк принчева у Паризу. Последње финале је одиграно 28. маја 2022. године на стадиону „Стад де Франс” у Сен Денију, између Реал Мадрида и Ливерпула. У тој утакмици, победио је Реал Мадрид са 1 : 0.
Досад, највише финала је одржано на стадионима Хејсел (до трагедије 29. маја, 1985), старом Вемблију и Пратеру (Ернст Хапел), по четири. Што се тиче градова, финалисте су највише пута угостили Париз и Лондон, чак пет пута, док је од држава Италија била домаћин осам пута.
Шпански Реал Мадрид је највише пута освојио Лигу шампиона, укупно 15 титула. Други по успеху је италијански Милан (7), а иза њега долазе Ливерпул и Бајерн Минхен (по 6), Барселона (5) и Ајакс (4).
| Клуб                   | Победник | Финалиста | Године када је клуб био победник                                                          | Године када је клуб био финалиста         |
| ---------------------- | -------- | --------- | ----------------------------------------------------------------------------------------- | ----------------------------------------- |
| Реал Мадрид            | 15       | 3         | 1956, 1957, 1958, 1959, 1960, 1966, 1998, 2000, 2002, 2014, 2016, 2017, 2018, 2022, 2024. | 1962, 1964, 1981.                         |
| Милан                  | 7        | 4         | 1963, 1969, 1989, 1990, 1994, 2003, 2007.                                                 | 1958, 1993, 1995, 2005.                   |
| Бајерн Минхен          | 6        | 5         | 1974, 1975, 1976, 2001, 2013, 2020.                                                       | 1982, 1987, 1999, 2010, 2012.             |
| Ливерпул               | 6        | 4         | 1977, 1978, 1981, 1984, 2005, 2019.                                                       | 1985, 2007, 2018, 2022.                   |
| Барселона              | 5        | 3         | 1992, 2006, 2009, 2011, 2015.                                                             | 1961, 1986, 1994.                         |
| Ајакс                  | 4        | 2         | 1971, 1972, 1973, 1995.                                                                   | 1969, 1996.                               |
| Интер Милано           | 3        | 4         | 1964, 1965, 2010.                                                                         | 1967, 1972, 2023, 2025.                   |
| Манчестер јунајтед     | 3        | 2         | 1968, 1999, 2008.                                                                         | 2009, 2011.                               |
| Јувентус               | 2        | 7         | 1985, 1996.                                                                               | 1973, 1983, 1997, 1998, 2003, 2015, 2017. |
| Бенфика                | 2        | 5         | 1961, 1962.                                                                               | 1963, 1965, 1968, 1988, 1990.             |
| Челси                  | 2        | 1         | 2012, 2021.                                                                               | 2008.                                     |
| Нотингем форест        | 2        | 0         | 1979, 1980.                                                                               | —                                         |
| Порто                  | 2        | 0         | 1987, 2004.                                                                               | —                                         |
| Борусија Дортмунд      | 1        | 2         | 1997.                                                                                     | 2013, 2024.                               |
| Селтик                 | 1        | 1         | 1967.                                                                                     | 1970.                                     |
| Хамбургер              | 1        | 1         | 1983.                                                                                     | 1980.                                     |
| Стеауа Букурешт        | 1        | 1         | 1986.                                                                                     | 1989.                                     |
| Олимпик Марсељ         | 1        | 1         | 1993.                                                                                     | 1991.                                     |
| Манчестер сити         | 1        | 1         | 2023.                                                                                     | 2021.                                     |
| Пари Сен Жермен        | 1        | 1         | 2025.                                                                                     | 2020.                                     |
| Фајенорд               | 1        | 0         | 1970.                                                                                     | —                                         |
| Астон Вила             | 1        | 0         | 1982.                                                                                     | —                                         |
| ПСВ Ајндховен          | 1        | 0         | 1988.                                                                                     | —                                         |
| Црвена звезда          | 1        | 0         | 1991.                                                                                     | —                                         |
| Атлетико Мадрид        | 0        | 3         | —                                                                                         | 1974, 2014, 2016.                         |
| Ремс                   | 0        | 2         | —                                                                                         | 1956, 1959.                               |
| Валенсија              | 0        | 2         | —                                                                                         | 2000, 2001.                               |
| Фјорентина             | 0        | 1         | —                                                                                         | 1957.                                     |
| Ајнтрахт Франкфурт     | 0        | 1         | —                                                                                         | 1960.                                     |
| Партизан               | 0        | 1         | —                                                                                         | 1966.                                     |
| Панатинаикос           | 0        | 1         | —                                                                                         | 1971.                                     |
| Лидс јунајтед          | 0        | 1         | —                                                                                         | 1975.                                     |
| Сент Етјен             | 0        | 1         | —                                                                                         | 1976.                                     |
| Борусија Менхенгладбах | 0        | 1         | —                                                                                         | 1977.                                     |
| Клуб Бриж              | 0        | 1         | —                                                                                         | 1978.                                     |
| Малме                  | 0        | 1         | —                                                                                         | 1979.                                     |
| Рома                   | 0        | 1         | —                                                                                         | 1984.                                     |
| Сампдорија             | 0        | 1         | —                                                                                         | 1992.                                     |
| Бајер Леверкузен       | 0        | 1         | —                                                                                         | 2002.                                     |
| Монако                 | 0        | 1         | —                                                                                         | 2004.                                     |
| Арсенал                | 0        | 1         | —                                                                                         | 2006.                                     |
| Тотенхем хотспер       | 0        | 1         | —                                                                                         | 2019.                                     |

### Успеси по државама
| Држава          | Победник | Финалиста | Клубови који су били победници                                                                           | Клубови који су били финалисти |
| --------------- | -------- | --------- | --- | --- |
| Шпанија         | 20       | 11        | Реал Мадрид (15), Барселона (5)                                                                          | Реал Мадрид (3), Барселона (3), Атлетико Мадрид (3), Валенсија (2)                                                                |
| Енглеска        | 15       | 11        | Ливерпул (6), Манчестер јунајтед (3), Челси (2), Нотингем форест (2), Астон Вила (1), Манчестер сити (1) | Ливерпул (4), Манчестер јунајтед (2), Лидс јунајтед (1), Арсенал (1), Челси (1), Тотенхем хотспер (1), Манчестер сити (1)         |
| Италија         | 12       | 18        | Милан (7), Интер (3), Јувентус (2)                                                                       | Јувентус (7), Милан (4), Интер (4), Фјорентина (1), Рома (1), Сампдорија (1)                                                      |
| Немачка         | 8        | 11        | Бајерн Минхен (6), Борусија Дортмунд (1), Хамбургер (1)                                                  | Бајерн Минхен (5), Борусија Дортмунд (2), Бајер Леверкузен (1), Борусија Менхенгладбах (1), Ајнтрахт Франкфурт (1), Хамбургер (1) |
| Холандија       | 6        | 2         | Ајакс (4), ПСВ Ајндховен (1), Фајенорд (1)                                                               | Ајакс (2) |
| Португал        | 4        | 5         | Бенфика (2), Порто (2)                                                                                   | Бенфика (5) |
| Француска       | 2        | 6         | Олимпик Марсељ (1), Пари Сен Жермен (1)                                                                  | Ремс (2), Сент Етјен (1), Олимпик Марсељ (1), Монако (1), Пари Сен Жермен (1)                                                     |
| СФР Југославија | 1        | 1         | Црвена звезда (1)                                                                                        | Партизан (1) |
| Румунија        | 1        | 1         | Стеауа Букурешт (1)                                                                                      | Стеауа Букурешт (1) |
| Шкотска         | 1        | 1         | Селтик (1)                                                                                               | Селтик (1) |
| Шведска         | 0        | 1         | | Малме (1) |
| Грчка           | 0        | 1         | | Панатинаикос (1) |
| Белгија         | 0        | 1         | | Клуб Бриж (1) |

### Најбољи стрелци свих времена
Од 27. маја 2022.
Не укључује и квалификационе утакмице
| Место | Држава          | Фудбалер            | Голови | Утакмице | Деби у Европи | Клуб(ови)                                                                     |
| ----- | --------------- | ------------------- | ------ | -------- | ------------- | ----------------------------------------------------------------------------- |
| 1     | Португалија     | Кристијано Роналдо  | 140    | 183      | 2003          | Манчестер јунајтед, Реал Мадрид, Јувентус                                     |
| 2     | Аргентина       | Лионел Меси         | 125    | 156      | 2005          | Барселона, Пари Сен Жермен                                                    |
| 3     | Пољска          | Роберт Левандовски  | 86     | 106      | 2011          | Борусија Дортмунд, Бајерн Минхен                                              |
| 4     | Француска       | Карим Бензема       | 86     | 141      | 2006          | Олимпик Лион, Реал Мадрид                                                     |
| 5     | Шпанија         | Раул Гонзалез       | 71     | 142      | 1995          | Реал Мадрид, Шалке 04                                                         |
| 6     | Холандија       | Руд ван Нистелрој   | 56     | 73       | 1998          | ПСВ, Манчестер јунајтед, Реал Мадрид                                          |
| 7     | Њемачка         | Томас Милер         | 52     | 134      | 2009          | Бајерн Минхен                                                                 |
| 8     | Француска       | Тијери Анри         | 50     | 112      | 1997          | Монако, Арсенал, Барселона                                                    |
| 9     | Украјина        | Андриј Шевченко     | 48     | 100      | 1994          | Динамо Кијев, Милан, Челси                                                    |
| 9     | Шведска         | Златан Ибрахимовић  | 48     | 124      | 2002          | Ајакс, Јувентус, Интер, Барселона, Милан, Пари Сен Жермен, Манчестер јунајтед |
| 10    | Италија         | Филипо Инцаги       | 46     | 81       | 1997          | Јувентус, Милан                                                               |
| 11    | Обала Слоноваче | Дидије Дрогба       | 44     | 92       | 2003          | Олимпик Марсељ, Челси, Галатасарај                                            |
| 12    | Италија         | Алесандро дел Пјеро | 42     | 89       | 1995          | Јувентус                                                                      |
| 13    | Бразил          | Нејмар              | 41     | 75       | 2013          | Барселона, Пари Сен Жермен                                                    |
| 13    | Аргентина       | Серхио Агверо       | 41     | 79       | 2008          | Атлетико Мадрид, Манчестер сити                                               |

Фудбалери чија су имена подебљана су тренутно активни.

#### Најбољи стрелци по сезонама
| Сезона  | Играч               | Држава            | Клуб                   | Број голова |
| ------- | ------------------- | ----------------- | ---------------------- | ----------- |
| 1955/56 | Милош Милутиновић   | Југославија       | Партизан               | 8           |
| 1956/57 | Денис Вајолет       | Енглеска          | Манчестер Јунајтед     | 9           |
| 1957/58 | Алфредо ди Стефано  | Аргентина         | Реал Мадрид            | 10          |
| 1958/59 | Жист Фонтен         | Француска         | Ремс                   | 10          |
| 1959/60 | Ференц Пушкаш       | Мађарска          | Реал Мадрид            | 12          |
| 1960/61 | Жозе Агуаш          | Португал          | Бенфика                | 11          |
| 1961/62 | Хајнц Стрел         | Западна Немачка   | Нирнберг               | 8           |
| 1962/63 | Жозе Алтафини       | Италија           | Милан                  | 14          |
| 1963/64 | Владица Ковачевић   | Југославија       | Партизан               | 7           |
| 1963/64 | Сандро Мацола       | Италија           | Интер                  | 7           |
| 1963/64 | Ференц Пушкаш       | Мађарска          | Реал Мадрид            | 7           |
| 1964/65 | Еузебио             | Португал          | Бенфика                | 9           |
| 1964/65 | Жозе Аугусто Торес  | Португал          | Бенфика                | 9           |
| 1965/66 | Флоријан Алберт     | Мађарска          | Ференцварош            | 7           |
| 1965/66 | Еузебио             | Португал          | Бенфика                | 7           |
| 1966/67 | Јирген Пјепенбург   | Западна Немачка   | Форвертс Берлин        | 6           |
| 1966/67 | Пол ван Химст       | Белгија           | Андерлехт              | 6           |
| 1967/68 | Еузебио             | Португал          | Бенфика                | 6           |
| 1968/69 | Денис Лоу           | Шкотска           | Манчестер Јунајтед     | 9           |
| 1969/70 | Мик Џоунс           | Енглеска          | Лидс јунајтед          | 8           |
| 1970/71 | Антонис Антонидис   | Грчка             | Панатинаикос           | 10          |
| 1971/72 | Јохан Кројф         | Холандија         | Ајакс                  | 5           |
| 1971/72 | Антал Дунаи         | Мађарска          | Ујпешт Дожа            | 5           |
| 1971/72 | Лу Макари           | Шкотска           | Селтик                 | 5           |
| 1971/72 | Силвестер Такач     | Југославија       | Стандард Лијеж         | 5           |
| 1972/73 | Герд Милер          | Западна Немачка   | Бајерн Минхен          | 12          |
| 1973/74 | Герд Милер          | Западна Немачка   | Бајерн Минхен          | 8           |
| 1974/75 | Герд Милер          | Западна Немачка   | Бајерн Минхен          | 5           |
| 1974/75 | Едуард Макаров      | Совјетски Савез   | Арарат Јереван         | 5           |
| 1975/76 | Јуп Хајнкес         | Западна Немачка   | Борусија Менхенгладбах | 6           |
| 1976/77 | Герд Милер          | Западна Немачка   | Бајерн Минхен          | 5           |
| 1976/77 | Франко Кучинота     | Италија           | Цирих                  | 5           |
| 1977/78 | Алан Симонсен       | Данска            | Борусија Менхенгладбах | 5           |
| 1978/79 | Клаудио Сулсер      | Швајцарска        | Грасхопер              | 11          |
| 1979/80 | Сорен Лерби         | Данска            | Ајакс                  | 10          |
| 1980/81 | Тери Макдермот      | Енглеска          | Ливерпул               | 6           |
| 1980/81 | Грејм Сунис         | Шкотска           | Ливерпул               | 6           |
| 1980/81 | Карл-Хајнц Румениге | Западна Немачка   | Бајерн Минхен          | 6           |
| 1981/82 | Дитер Хенес         | Западна Немачка   | Бајерн Минхен          | 7           |
| 1982/83 | Паоло Роси          | Италија           | Јувентус               | 6           |
| 1983/84 | Виктор Сокол        | Совјетски Савез   | Динамо Минск           | 6           |
| 1984/85 | Торбјорн Нилсен     | Шведска           | Гетеборг               | 7           |
| 1984/85 | Мишел Платини       | Француска         | Јувентус               | 7           |
| 1985/86 | Торбјорн Нилсен     | Шведска           | Гетеборг               | 6           |
| 1986/87 | Борислав Цветковић  | Југославија       | Црвена звезда          | 7           |
| 1987/88 | Георге Хађи         | Румунија          | Стеауа Букурешт        | 4           |
| 1987/88 | Жан-Марк Ферери     | Француска         | Бордо                  | 4           |
| 1987/88 | Рабах Маџер         | Алжир             | Порто                  | 4           |
| 1987/88 | Али Мекојст         | Шкотска           | Ренџерс                | 4           |
| 1987/88 | Мичел               | Шпанија           | Реал Мадрид            | 4           |
| 1987/88 | Руи Агуас           | Португал          | Бенфика                | 4           |
| 1988/89 | Марко ван Бастен    | Холандија         | Милан                  | 10          |
| 1989/90 | Ромарио             | Бразил            | ПСВ Ајндховен          | 6           |
| 1989/90 | Жан-Пјер Папен      | Француска         | Олимпик Марсељ         | 6           |
| 1990/91 | Петер Пакулт        | Аустрија          | Сваровски Тирол        | 6           |
| 1990/91 | Жан-Пјер Папен      | Француска         | Олимпик Марсељ         | 6           |
| 1991/92 | Сергеј Јуран        | Украјина          | Бенфика                | 7           |
| 1991/92 | Жан-Пјер Папен      | Француска         | Олимпик Марсељ         | 7           |
| 1992/93 | Ромарио             | Бразил            | Барселона              | 7           |
| 1993/94 | Роналд Куман        | Холандија         | Барселона              | 8           |
| 1993/94 | Винтон Руфер        | Нови Зеланд       | Вердер Бремен          | 8           |
| 1994/95 | Џорџ Веа            | Либерија          | Пари Сен Жермен        | 7           |
| 1995/96 | Јари Литманен       | Финска            | Ајакс                  | 9           |
| 1996/97 | Милинко Пантић      | СРЈ               | Атлетико Мадрид        | 5           |
| 1997/98 | Алесандро дел Пјеро | Италија           | Јувентус               | 10          |
| 1998/99 | Андриј Шевченко     | Украјина          | Динамо Кијев           | 8           |
| 1998/99 | Двајт Јорк          | Тринидад и Тобаго | Манчестер јунајтед     | 8           |
| 1999/00 | Марио Жардел        | Бразил            | Порто                  | 10          |
| 1999/00 | Ривалдо             | Бразил            | Барселона              | 10          |
| 1999/00 | Раул Гонзалез       | Шпанија           | Реал Мадрид            | 10          |
| 2000/01 | Раул Гонзалез       | Шпанија           | Реал Мадрид            | 7           |
| 2001/02 | Руд ван Нистелрој   | Холандија         | Манчестер јунајтед     | 10          |
| 2002/03 | Руд ван Нистелрој   | Холандија         | Манчестер јунајтед     | 12          |
| 2003/04 | Фернандо Моријентес | Шпанија           | Монако                 | 9           |
| 2004/05 | Руд ван Нистелрој   | Холандија         | Манчестер јунајтед     | 8           |
| 2005/06 | Андриј Шевченко     | Украјина          | Милан                  | 9           |
| 2006/07 | Кака                | Бразил            | Милан                  | 10          |
| 2007/08 | Кристијано Роналдо  | Португал          | Манчестер јунајтед     | 8           |
| 2008/09 | Лионел Меси         | Аргентина         | Барселона              | 9           |
| 2009/10 | Лионел Меси         | Аргентина         | Барселона              | 8           |
| 2010/11 | Лионел Меси         | Аргентина         | Барселона              | 12          |
| 2011/12 | Лионел Меси         | Аргентина         | Барселона              | 14          |
| 2012/13 | Кристијано Роналдо  | Португал          | Реал Мадрид            | 12          |
| 2013/14 | Кристијано Роналдо  | Португал          | Реал Мадрид            | 17          |
| 2014/15 | Нејмар              | Бразил            | Барселона              | 10          |
| 2014/15 | Кристијано Роналдо  | Португал          | Реал Мадрид            | 10          |
| 2014/15 | Лионел Меси         | Аргентина         | Барселона              | 10          |
| 2015/16 | Кристијано Роналдо  | Португал          | Реал Мадрид            | 16          |
| 2016/17 | Кристијано Роналдо  | Португал          | Реал Мадрид            | 12          |
| 2017/18 | Кристијано Роналдо  | Португал          | Реал Мадрид            | 15          |
| 2018/19 | Лионел Меси         | Аргентина         | Барселона              | 12          |
| 2019/20 | Роберт Левандовски  | Пољска            | Бајерн Минхен          | 15          |
| 2020/21 | Ерлинг Холанд       | Норвешка          | Борусија Дортмунд      | 10          |
| 2021/22 | Карим Бензема       | Француска         | Реал Мадрид            | 15          |
| 2022/23 | Ерлинг Холанд       | Норвешка          | Манчестер сити         | 12          |
| 2023/24 | Хари Кејн           | Енглеска          | Бајерн Минхен          | 8           |
| 2023/24 | Килијан Мбапе       | Француска         | Пари Сен Жермен        | 8           |
| 2024/25 | Серу Гираси         | Гвинеја           | Борусија Дортмунд      | 13          |
| 2024/25 | Рафиња              | Бразил            | Барселона              | 13          |

#### По државама
| Држава          | Победа | Сезоне |
| --------------- | ------ | --- |
| Португал        | 12     | 1960/61, 1964/65, 1965/66, 1967/68, 1987/88, 2007/08, 2012/13, 2013/14, 2014/15, 2015/16, 2016/17, 2017/18 |
| Западна Немачка | 8      | 1961/62, 1972/73, 1973/74, 1974/75, 1975/76, 1976/77, 1980/81, 1981/82                                     |
| Аргентина       | 8      | 1957/58, 1961/62, 2008/09, 2009/10, 2010/11, 2011/12, 2014/15, 2018/19                                     |
| Француска       | 7      | 1958/59, 1984/85, 1989/90, 1990/91, 1991/92, 2021/22, 2023/24                                              |
| Холандија       | 7      | 1971/72, 1987/88, 1988/89, 1993/94, 2001/02, 2002/03, 2004/05                                              |
| Бразил          | 7      | 1989/90, 1999/2000, 1999/00, 2006/07, 2014/15, 2024/25                                                     |
| Југославија     | 5      | 1955/56, 1963/64, 1971/72, 1986/87, 1996/97                                                                |
| Италија         | 5      | 1962/63, 1963/64, 1976/77, 1982/83, 1997/98                                                                |
| Мађарска        | 4      | 1959/60, 1963/64, 1965/66, 1971/72                                                                         |
| Шкотска         | 4      | 1968/69, 1971/72, 1980/81, 1987/88                                                                         |
| Шпанија         | 4      | 1987/88, 1999/2000, 2000/01, 2003/04                                                                       |
| Енглеска        | 4      | 1956/57, 1969/70, 1980/81, 2023/24                                                                         |
| Украјина        | 3      | 1991/92, 1998/99, 2005/06                                                                                  |
| Совјетски Савез | 2      | 1974/75, 1983/84                                                                                           |
| Данска          | 2      | 1977/78, 1979/80                                                                                           |
| Шведска         | 2      | 1984/85, 1985/86                                                                                           |
| Норвешка        | 2      | 2020/21, 2022/23                                                                                           |
| Пољска          | 1      | 2019/20 |
| Гвинеја         | 1      | 2024/25 |

### Највише наступа свих времена
Од 29. маја 2022.
Укључује и квалификационе утакмице
| Место | Држава      | Фудбалер           | Утакмице | Клуб                                      |
| ----- | ----------- | ------------------ | -------- | ----------------------------------------- |
| 1     | Португалија | Кристијано Роналдо | 183      | Манчестер јунајтед, Реал Мадрид, Jувентус |
| 2     | Шпанија     | Икер Касиљас       | 177      | Реал Мадрид, Порто                        |
| 3     | Аргентина   | Лионел Меси        | 156      | Барселона, Пари Сен Жермен                |
| 4     | Шпанија     | Ћави               | 151      | Барселона                                 |
| 5     | Шпанија     | Раул Гонзалез      | 142      | Реал Мадрид, Шалке 04                     |
| 5     | Француска   | Карим Бензема      | 142      | Лион, Реал Мадрид                         |
| 6     | Велс        | Рајан Гигс         | 141      | Манчестер jунајтед                        |
| 7     | Њемачка     | Томас Милер        | 134      | Бајерн Минхен                             |
| 8     | Шпанија     | Андрес Инијеста    | 130      | Барселона                                 |
| 9     | Шпанија     | Серхио Рамос       | 129      | Реал Мадрид                               |
| 10    | Њемачка     | Мануел Нојер       | 128      | Бајерн Минхен                             |
| 11    | Њемачка     | Тони Крос          | 126      | Бајерн Минхен, Реал Мадрид                |
| 12    | Холандија   | Кларенс Седорф     | 125      | Ајакс, Реал Мадрид, Милан                 |
| 12    | Шпанија     | Серхио Бускетс     | 125      | Барселона                                 |

Фудбалери чија су имена подебљана су тренутно активни.